# HD 27894 b
HD 27894 b és un exoplaneta gegant gasós amb una massa de com a mínim dos terços la de Júpiter, o el doble de la de Saturn. La distància a l'estrella és un terç la de Mercuri respecte al Sol, i necessita quasi 18 dies en der una volta circular.